# Kloster Les Pierres
Das Kloster Les Pierres (Beata Maria de Petris) ist eine ehemalige Zisterzienserabtei in der Gemeinde Sidiailles im Département Cher, Region Centre-Val de Loire, in Frankreich, rund 8 km südlich von Culan und 20 km nordwestlich von Montluçon.

## Geschichte
Das wohl 1149 gegründete Kloster war eine Tochtergründung des Klosters Aubepierre aus der Filiation der Primarabtei Clairvaux. Das Kloster wurde 1569 und 1650 geplündert. In der Französischen Revolution fand das Kloster 1791 sein Ende.

## Bauten und Anlage
Erhalten sind im „Val Horrible“ wenige Mauerreste der Kirche und anderer Gebäude. Eine Statue (Jungfrau mit Kind) aus dem 13. Jahrhundert ist in die Kirche von Saint-Saturnin gelangt.